# Commune d'Aseri
La commune d'Aseri (estonien : Aseri vald) est une commune rurale dans le comté de Viru-Est en Estonie. Elle avait 1 739 habitants au 1er janvier 2016 et une superficie de 67,14 km2

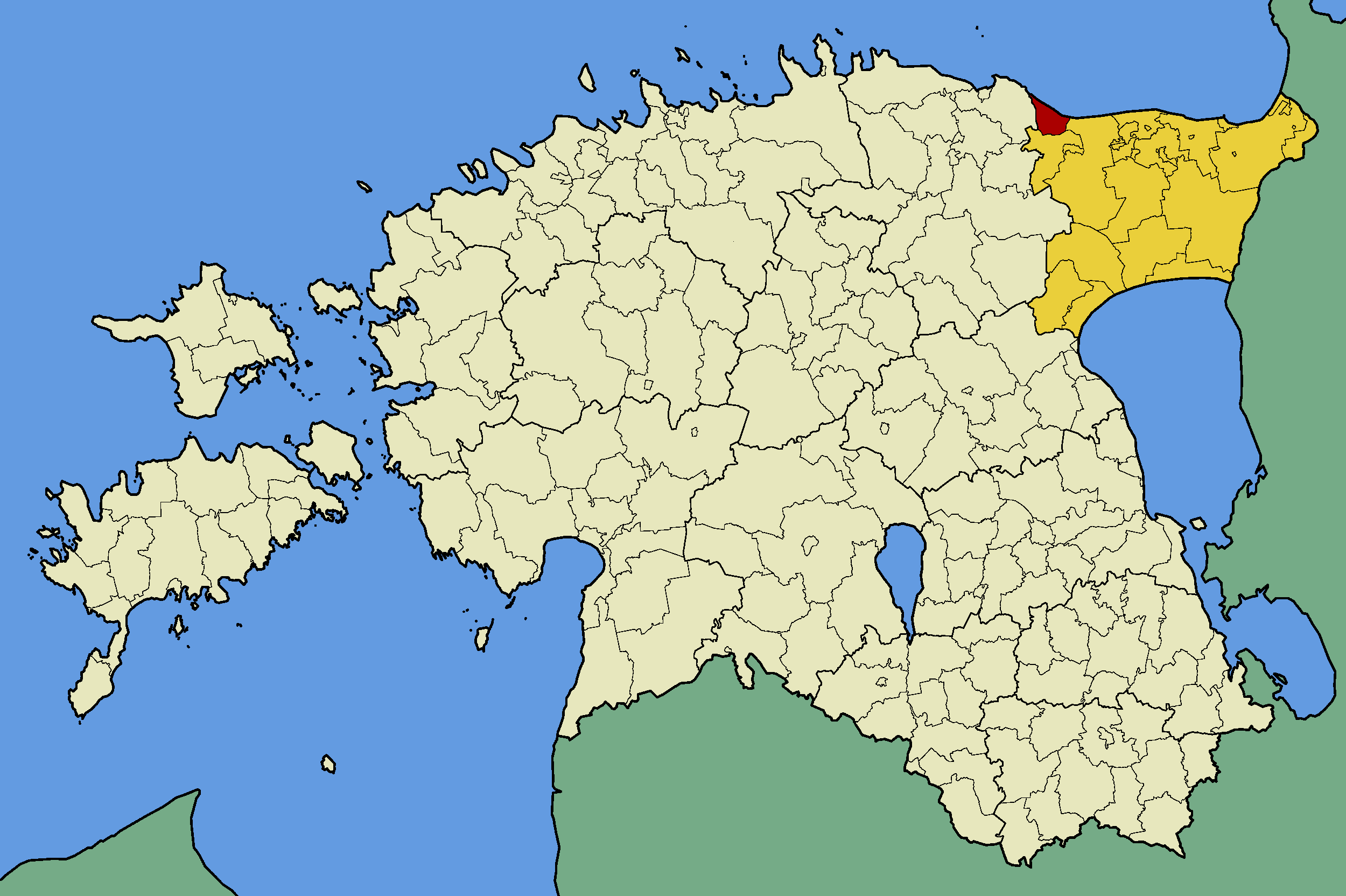
Commune de Aseri (rouge)
dans le Virumaa oriental (jaune).

## Description
La commune d'Aseri est formée du bourg d'Aseri et des 8 villages suivants : Aseriaru, Kalvi, Kestla, Koogu, Kõrkküla, Kõrtsialuse, Oru et Rannu.